# Lauras Wunschzettel
Lauras Wunschzettel ist ein Fernsehfilm von Gabi Kubach aus dem Jahr 2005 mit Christine Neubauer und Francis Fulton-Smith in den Hauptrollen.

## Handlung
Laura Sebald ist eine Goldschmiedin, lebt in Berlin, ist hochschwanger und steht kurz vor der Hochzeit mit ihrem Verlobten Oliver. Als sie auf dem Standesamt auf ihren Bräutigam wartet und kurz mit ihm telefoniert, hört sie während des Gesprächs, dass er einen Unfall hat und nicht mehr antworten kann. Seitdem lebt sie mit ihrer Tochter sehr zurückgezogen und arbeitet Tag und Nacht, um ihre kleine Familie durchzubringen.
Fünf Jahre später, als sie an Olivers Grab ist, erscheint ein mysteriöser Mann mit weißem Bart und erklärt ihr, dass Wünsche in Erfüllung gehen, wenn man sie nur aufschreibt. Kurze Zeit später ist sie bei ihrer Freundin Birgit im Café Dobel, wo sie auf den Inhaber Sebastian Dobel trifft, den Besitzer einer österreichischen Kaffeehauskette und Betreiber der gleichnamigen Schokoladenfabrik in Salzburg. Sie sehen sich nur kurz, aber können beide den Blick nicht voneinander lassen.
Birgit erzählt ihr einiges über Sebastian, Laura allerdings tut so, als ob es sie nicht interessiert, muss aber trotzdem ständig an ihn denken. Sie erfährt auch, dass seine Geschäftsführerin Margot Degenschildt es auf ihn abgesehen hat.
Schon bald ergibt es sich, dass Laura zu einer Kunsthandwerks-Messe fahren kann, da ihre Freundin beruflich verhindert ist, sodass sie selbst das Ticket nicht nutzen kann, und Laura bekommt darüber hinaus auch die Einladung zum 100-jährigen Firmenjubiläum von Birgit in die Jackentasche gesteckt.
Auf dem Heimweg durch die Salzburger Altstadt wird ihr von einer Jugendbande ihr wertvoller Schmuck gestohlen, was sie unverzüglich der Polizei meldet. Wieder im Hotel erscheint der kleine Peter, der ihr ihren Schmuck zurückbringt. Sie weiß allerdings nicht, wer er ist und zu wem er gehört, da er nichts von sich erzählt. Auf dem Revier trifft sie auf die Jugendbande und identifiziert alle Jungs, die ihren Schmuck geklaut haben, nur Peter hält sie außen vor.
Am Abend, als sie einen Spaziergang durch Salzburg unternimmt, wird sie wie durch ein Wunder zur Villa Dobel manövriert und landet, dank der Eintrittskarte ihrer Freundin, auf der Jubiläumsfeier des Mutterhauses Dobel. Da erfährt sie, dass der kleine Peter Sebastians Sohn ist. Laura und Sebastian sehen sich wieder, aber die Bekanntgabe der Verlobung von Sebastian und Margot, die seine Mutter arrangiert hat, verletzt sie so sehr, dass sie unvermittelt die Feier wieder verlassen will. Doch Peter hält sie auf und zeigt ihr sein Zimmer. Sebastian kommt hinzu und sie unterhalten sich, was allerdings Margot nicht verborgen bleibt. Sie spinnt eine Intrige gegen Laura, indem sie einen wertvollen Familienring als vermisst angibt und Laura des Diebstahls beschuldigt. Laura darf daraufhin das Land nicht verlassen. Doch als ihre Freundin nach Salzburg muss, bringt sie kurzerhand Anna, Lauras Tochter, sowie die Oma mit, was Laura natürlich sehr freut.
Wäre da nicht immer noch die Anzeige wegen des Rings, könnte es eine schöne Zeit für alle sein. Da die Anzeige auf Dobelschem Briefpapier geschrieben wurde, geht Laura davon aus, dass Sebastian sie angezeigt hat, was sie ihm gegenüber sehr wütend macht, sodass sie nichts mehr von ihm wissen will. 
Doch kurz darauf klärt sich alles auf und das Weihnachtsfest kann mit allen schön gefeiert werden. Margot wurde aus der Firma Dobel entlassen, nachdem herausgekommen war, dass sie Gelder der Firma veruntreut hatte.

## Hintergrund
Der Film wurde für Das Erste und ORF, im Auftrag der ARD Degeto von Lisa Film produziert. Das Drehbuch zum Film hat Henner Höhs geschrieben.
Gedreht wurde der Film vom 17. Januar bis 16. Februar 2005 in Wien und Salzburg. Die Erstausstrahlung erfolgte am 27. November 2005 im ORF. Die deutsche Premiere fand am 2. Dezember 2005 in der ARD statt und fand über sechs Millionen Zuschauer.